# Perdido
Perdido je řeka v brazilském státu Mato Grosso do Sul. Je pravostranným přítokem Apy.